# Vickers F.B.5
De Vickers F.B.5 (Fighting Biplane 5, ook bekend als de Gunbus) was een Britse dubbeldekker met duwpropeller en een .303 Lewis machinegeweer. Het was het eerste toestel dat als gevechtsvliegtuig is ontworpen. Het toestel werd ontwikkeld tijdens de Eerste Wereldoorlog en werd op grote schaal ingezet op het slagveld, niet alleen als gevechtsvliegtuig, maar ook als bommenwerper en verkenningstoestel.
De F.B.5 had een tweekoppige bemanning. De observator/schutter zat voor de piloot in de neus van het toestel en bediende een 7,7mm Lewis machinegeweer. Achter de piloot bevond zich de motor, een Gnome Monosoupape rotatiemotor met negen cilinders en een vermogen van 100 pk.
De F.B.5 vloog voor het eerst in juli 1914. In november 1914 werd het eerste exemplaar aan het Royal Flying Corps geleverd. In februari 1915 bereikte het toestel het westelijk front. In juli 1915 werd het 11e squadron van het RFC, gestationeerd in Villers-Bretonneux, het eerste smaldeel ter wereld dat volledig met jachtvliegtuigen (in casu F.B.5s) was uitgerust. Op 7 november 1915 behaalde Gilbert Stuart Martin Insall van deze eenheid de eerste zege in een luchtgevecht met een F.B.5.
De F.B.5 had een onbetrouwbare motor en bescheiden prestaties. De toestellen werden al gauw overklast door de Duitse jachtvliegtuigen en in 1916 werden ze uit de frontdienst genomen en toegewezen aan opleidingseenheden.
Van de F.B.5 werden 119 stuks gebouwd door Vickers, 99 in Frankrijk en zes in Denemarken.